# Combat de Teghboubinene et In Arab
Guerre du Mali
Batailles
Le combat de Teghboubinene et In Arab a lieu les 29 et 30 mars 2013 lors de la guerre du Mali.

## Prélude
Vers la fin mars 2013, quelques accrochages ont lieu entre des combattants du Mouvement national de libération de l'Azawad (MNLA) et des groupes djihadistes. Une première escarmouche éclate le 24 mars 2013, vers 17 heures de l'après-midi, lorsqu'une patrouille du MNLA rencontre un groupe d'islamiste du Mouvement pour l'unicité et le jihad en Afrique de l'Ouest (MUJAO) à Tin Tabanawt, au nord de Bourem. Selon le communiqué du porte-parole du MNLA, Mossa Ag Attaher, un combattant du MUJAO est tué lors du combat, et un véhicule est capturé. Il n'est fait mention d'aucune perte pour le MNLA.

## Déroulement

### Combat du 29 mars à Teghboubinene
Le 29 mars 2013, un combat plus important oppose les forces du MNLA aux rebelles salafistes, près d'Anéfif. Selon le communiqué officiel de Mossa Ag Attaher, porte-parole du MNLA à Kidal, l'affrontement dure toute la journée, deux combattants du MNLA sont tués et quatre légèrement blessés, tandis que les pertes du MUJAO sont de 5 tués et 1 prisonnier .
Selon un autre responsable du MNLA, Mohamed Ibrahim Ag Assaleh, contacté par l'AFP à Ouagadougou, au Burkina Faso, le combat livré entre Anéfif et Tarkint, a fait quatre morts et deux blessés, dans les rangs des autonomistes touaregs tandis que du côté des islamistes cinq sont morts, dont trois Algériens, un Mauritanien et un Arabe malien, et un prisonnier, un Touareg malien de 17 ans. Il affirme également que les jihadistes faisaient partie du mouvement des Signataires par le sang.
Selon une source sécuritaire régionale malienne de l'AFP, jointe depuis Bamako, un combat a eu lieu à Almoustarat le 29 mars, entre Anéfif et Bourem, et aurait fait 20 morts, du côté du MNLA et deux, chez les islamistes.

### Combat du 30 mars à In Arab
Le 30 mars 2013, à In Arab, au Nord-Ouest de Timitrene, un combat oppose le MNLA aux Signataires par le sang. Selon le communiqué du MNLA publié par Mossa Ag Attaher à Kidal, l'affrontement débute dans l'après-midi du lendemain du combat de Teghboubinene. Le groupe islamiste, commandé par Abou Haq Younousse, est « démantelé dans sa totalité ». L'ensemble des combats du 29 et du 30 mars, a fait 5 morts et 4 blessés pour le MNLA contre 17 islamistes tués, et leurs quatre véhicules ont été détruits. L'affrontement du 29 mars, à Teghboubinene, avait 2 morts chez le MNLA, 5 pour le MUJAO, selon un précédent communiqué.
En 2019, un cadre du MNLA affirme au journal Le Monde que le mouvement a perdu douze hommes dans les combats ayant permis de chasser la katiba de Belmokhtar du Timétrine en 2013.